# یوزف اسلوپ-اشتاپلیک
یوزف اسلوپ-اشتاپلیک (چکی: Josef Sloup-Štaplík; ۱۹ دسامبر ۱۸۹۷ – ۱۹۵۲) بازیکن و مربی فوتبال اهل چکسلواکی بود.
از باشگاه‌هایی که در آن بازی کرده‌است می‌توان به باشگاه فوتبال اسلاویا پراگ اشاره کرد.
وی همچنین در تیم ملی فوتبال چکسلواکی بازی کرده‌است.